# Юсдал (община)
Община Юсдал (на шведски: Ljusdals kommun) е община в Швеция в състава на лен Йевлебори. Главен административен център на общината е едноименния град Юсдал. Население на общината е 18 931 души (към 31 декември 2013).